# OpenVox
Компания OpenVox — мировой поставщик программного обеспечения и оборудования для программной телефонии с открытым исходным кодом. Компания обслуживает предприятия малого и среднего бизнеса, а также рынок дешевых продуктов с открытым исходным кодом товарами, которые снижают общую стоимость затрат на связь, увеличивают гибкость системы и повышают продуктивность при создании Офисных АТС, Call-центров, IVR и межсетевых экранов.
Продукты OpenVox готовы к использованию совместно с ведущими проектами программной телефонии с открытым исходным кодом, включая: Asterisk, Trixbox, Elastix, PBX in a flash, AskoziaPBX, предоставляя полную совместимость со всей линейкой продуктов.